# 光在黑暗中发亮
《光在黑暗中发亮》（英语：The Light Shines in the Darkness）是列夫·托尔斯泰一部未完成的剧作，写于1890年。可以说，该剧本可以说是他最具自传性的一部作品，据说反映了列夫·托尔斯泰极为私密的家庭困境。